# Прощавай, поліцейський (фільм)
«Прощавай, поліцейський» (фр. Adieu poulet) — французька кримінальна драма 1975 року, поставлена режисером П'єром Граньє Дефером за романом Рафа Валле.

## Сюжет
Здійснено звіряче вбивство молодого хлопця. Чесний і принциповий комісар Вержа (Ліно Вентура) не хоче закривати очі на брудні засоби передвиборчої боротьби одного політичного діяча на прізвище Лардатт (Віктор Лану), чий підручний і скоїв злочин. Справа доходить до усунення комісара від справи… з підвищенням на посаді, але не в Руані, а в Монпельє, куди йому слід відбути найближчим часом.
Вержа, бажаючи вивести на чисту воду банду Лардатта, разом зі своїм помічником Лефевром (Патрік Девар) влаштовує «виставу», внаслідок чого проти них починається розслідування на предмет корупції, і з цієї причини він залишається в Руані. Кільце навколо злочинця стискається. Загнаний в куток бере в заручники Лардатта, який його зрадив, але Вержа поспішає обійняти свою нову посаду.

## У ролях
| Ліно Вентура   | ···· | Вержа           |
| Патрік Девар   | ···· | Лефевр          |
| Віктор Лану    | ···· | П'єр Лардатт    |
| Жульєн Гійомар | ···· | Леду            |
| П'єр Торнад    | ···· | Піньйоль        |
| Клод Ріш       | ···· | суддя Дельмесс  |
| Клод Броссе    | ···· | Антуан Порто    |
| Жерар Ерольд   | ···· | інспектор Моіті |

## Визнання
| Нагороди та номінації фільму «Прощавай, поліцейський» | Нагороди та номінації фільму «Прощавай, поліцейський» | Нагороди та номінації фільму «Прощавай, поліцейський» | Нагороди та номінації фільму «Прощавай, поліцейський» | Нагороди та номінації фільму «Прощавай, поліцейський» | Нагороди та номінації фільму «Прощавай, поліцейський» |
| Рік                                                   | Кінофестиваль/кінопремія                              | Категорія/нагорода                                    | Номінант                                              | Результат                                             | Результат                                             |
| ----------------------------------------------------- | ----------------------------------------------------- | ----------------------------------------------------- | ----------------------------------------------------- | ----------------------------------------------------- | ----------------------------------------------------- |
| 1976                                                  | Премія Сезар                                          | Найкращий актор другого плану                         | Патрік Девар                                          | Номінація                                             |                                                       |
| 1976                                                  | Премія Сезар                                          | Найкращий актор другого плану                         | Віктор Лану                                           | Номінація                                             |                                                       |
| 1976                                                  | Премія Сезар                                          | Найкращий монтаж                                      | Жан Равель                                            | Номінація                                             |                                                       |